# Chagas: Campanha é Hora de Tratar
Chagas: Campanha é Hora de Tratar é uma campanha internacional criada pela Iniciativa Medicamentos para Doenças Negligenciadas (DNDi) para conscientizar sobre o aumento de pesquisa e desenvolvimento de tratamentos para a doença de Chagas. A doença de Chagas é uma doença negligenciada potencialmente fatal que afeta entre 8 e 13 milhões de pessoas pelo mundo. A campanha É Hora de Tratar da DNDi defende um maior interesse político em novos tratamentos para doença de Chagas, maior conscientização das pessoas sobre a doença e suas limitações de tratamento, e maior investimento público e privado em pesquisa e desenvolvimento. 

## A doença
Todo ano mais de 30 mil pessoas no mundo contraem a doença de Chagas, tendo um total por volta de 7 milhões de casos confirmados. Chagas ocorre em duas fases e mata mais pessoas na região do que qualquer outra doença transmitida por parasita, incluindo a malária. É causada pelo parasita Trypanosoma cruzi transmitido principalmente por insetos conhecidos como "barbeiros". Os tratamentos existentes não são satisfatórios e podem ter efeitos tóxicos. O que os pacientes precisam urgentemente são ferramentas de diagnóstico e tratamento acessíveis, seguros e eficazes para crianças e adultos, bem como uma droga que trata ambas as fases da doença de Chagas.

## Tratamentos atuais
Os medicamentos atuais são limitados ao tratamento de crianças até os 12 anos que estejam na fase aguda ou na fase crônica com forma clínica assintomática. Os tratamentos para doença de Chagas não são capazes de curar quando os pacientes começam a apresentar complicações na fase crônica. 
  Além das limitações na eficácia dos tratamentos, os medicamentos disponíveis são caros, podem apresentar uma série de efeitos adversos, e possuem longa duração de tratamento o que pode gerar dificuldades no seguimento por parte do paciente. Estima-se que apenas 1% dos pacientes da doença de Chagas recebam algum tipo de tratamento.

## Recursos para pesquisa e desenvolvimento
Maiores investimentos públicos e privados para pesquisa e desenvolvimento (P&D) em tratamentos para a doença de Chagas são necessários. Considerando as 100 milhões de pessoas em risco e a carga de infectados da doença, os recursos para P&D para melhorar os tratamentos são extremamente baixos, tornando a doença de Chagas uma das mais negligenciadas entre as doenças negligenciadas. Em 2007, menos de 1 milhão de dólares (0,04% dos recursos para P&D dedicados a doenças negligenciadas) foi utilizado no desenvolvimento de novos medicamentos para a doença de Chagas.

## Necessidades de tratamento
A campanha É Hora de Tratar da DNDi luta pelas seguintes opções de tratamento para todas as formas clínicas da doença de Chagas:
- uma formulação pediátrica, acessível financeiramente, adaptada à idade, segura e eficaz para tratar pacientes no início da infecção.
- uma nova droga para tratamento da doença crônica que seja segura, eficaz, adaptada ao uso no campo e, idealmente, ativa para as formas indeterminada e sintomática da doença.[7]